# Johann Caspar Käse
Johann Caspar Käse (* 12. Juni 1705 in Gandersheim; † 17. Februar 1756 ebenda) war ein deutscher Bildhauer und Hofbildhauer des Rokoko in Gandersheim.

## Leben

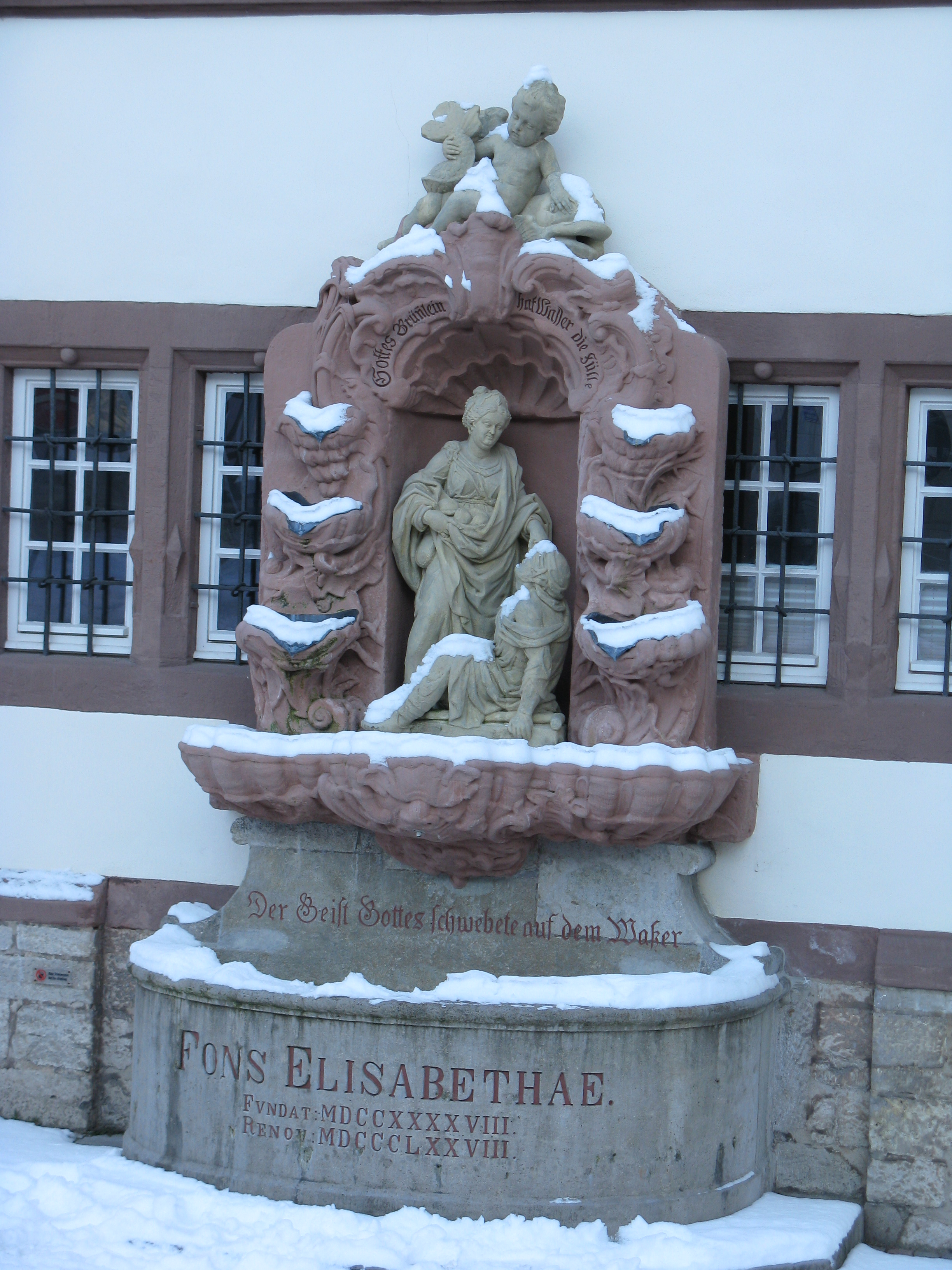
Elisabethbrunnen

Sein Vater war der Gandersheimer Bildhauer Johann Friedrich Käse und die Mutter stammte aus Klein-Rhüden. Sie hatten vier Söhne. Seine Gattin war Christina Maria Behrens. Sie hatten keine Nachkommen.

## Werke
aus Stein:

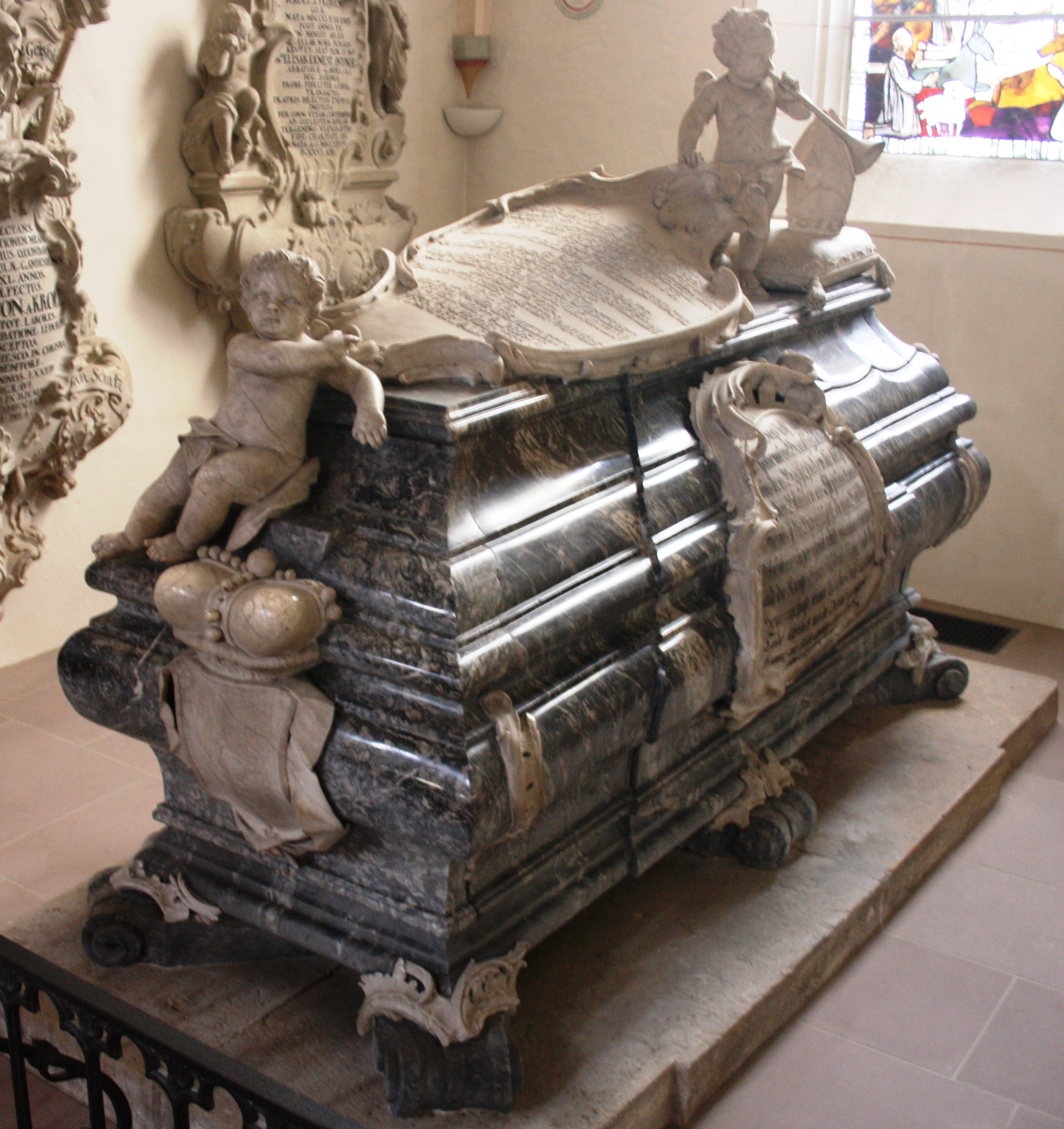
Marmorsarkophag

- Marmorsarkophag für Elisabeth von Sachsen-Meiningen in der Stiftskirche (Bad Gandersheim)
- Elisabethbrunnen Gandersheim 1748
- Epitaph in der Kirche in Küblingen

aus Holz:
- Kanzelaltar in der Kirche in Wetteborn
- Kanzelaltar in der Kirche in Schöppenstedt
- Taufengel in der Kirche in Wetteborn
- Figur in der Kirche in Winzenburg